# Ʈ

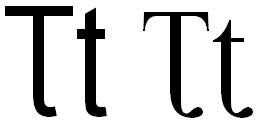

Ʈ,ʈ는 여러 아프리카 언어에 사용되는 철자이다.

## 쓰임
- ʈ는 국제음성기호에서 무성 권설 파열음을 나타낸다.